# سوارن (نیوجرزی)
سوارن (به انگلیسی: Sewaren) یک منطقهٔ مسکونی در ایالات متحده آمریکا است که در وودبریج، نیوجرسی واقع شده‌است. سوارن ۲٫۶۰۱ کیلومتر مربع مساحت و ۲٬۷۵۶ نفر جمعیت دارد و ۵ متر بالاتر از سطح دریا واقع شده‌است.